# On the 6
On the 6 (на български: На 6) е дебютният албум на американската певица/актриса Дженифър Лопес, издаден през юни 1999 г. Включва в себе си 14 музикални изпълнения, пет от които са хитовите сингли „If You Had My Love“, „No Me Ames“, „Waiting for Tonight“, „Feelin' So Good“ и „Let's Get Loud“.

## Списък с песните

### Оригинален траклист
1. If You Had My Love – 4:26
2. Should've Never – 6:14
3. Too Late – 4:27
4. Feelin' So Good (с Big Pun и Fat Joe) – 5:26
5. Let's Get Loud – 3:59
6. Could This Be Love – 4:24
7. No Me Ames (с Марк Антъни) (Tropical Remix) – 5:03
8. Waiting for Tonight – 4:06
9. Open Off My Love – 4:33
10. Promise Me You'll Try – 3:51
11. It's Not That Serious – 4:15
12. Talk About Us – 4:34
13. No Me Ames (с Марк Антъни) (баладична версия) – 4:38
14. Una Noche Más – 4:05

### Японско издание
1. Theme from Mahogany (Do You Know Where You're Going To) – 3:34

### Европейско издание
1. Baila – 3:54
2. Theme from Mahogany (Do You Know Where You're Going To) – 3:34

### Европейско Специално издание
1. If You Had My Love (Dark Child Master Mix) – 4:25
2. If You Had My Love (Metro Remix) – 6:08
3. Waiting for Tonight (Metro Mix) – 5:53
4. Waiting for Tonight (Future Shock Midnight at Mambo Mix) – 8:36
5. Feelin' So Good (Bad Boy Remix, с Big Pun и Fat Joe) – 4:31

### Милениум специален пакет (VCD)
1. If You Had My Love (видеоклип)
2. Waiting for Tonight (видеоклип)

### Испанско издание
1. No Me Ames (с Марк Антъни) (баладична версия) – 4:36
2. If You Had My Love – 4:26
3. Una Noche Más – 4:06
4. Should've Never – 6:14
5. Es Amor – 4:39
6. Let's Get Loud – 4:00
7. It's Not That Serious – 4:16
8. Amar Es Para Siempre – 3:52
9. Too Late – 4:28
10. El Deseo De Tu Amor – 3:36
11. Talk About Us – 4:35
12. Could This Be Love – 4:26
13. No Me Ames (с Марк Антъни) (Tropical Remix) – 5:03

### Испанско преиздание
1. Waiting for Tonight – 4:06